# Escola Municipal Belo Horizonte
A Escola Municipal Belo Horizonte (anteriormente Colégio Municipal de Belo Horizonte e, inicialmente, Ginásio Municipal de Belo Horizonte) é uma escola que atende ao segundo ciclo do ensino fundamental e ao ensino médio, localizada entre o Hospital Municipal Odilon Behrens, o IAPI e a Pedreira Prado Lopes, na região Noroeste de Belo Horizonte. 
A instituição foi criada em 1948, sob o nome Ginásio Municipal de Belo Horizonte, como o primeiro colégio gratuito da capital mineira a oferecer o segundo ciclo do ensino fundamental. A localização inicial foi em um casarão no Parque Municipal, que antes abrigara a comissão construtora da cidade planejada no início do século. O colégio foi transferido para o bairro Lagoinha em meados de 1954, pelo então prefeito Américo Renê Giannetti, sendo renomeado para Colégio Municipal de Belo Horizonte e funcionando na Lagoinha até ser transferido para o prédio do ex-Colégio Marconi, no bairro Gutierrez. Voltou para a região Noroeste tempos depois, desta vez no bairro São Cristóvão.